# Graglia

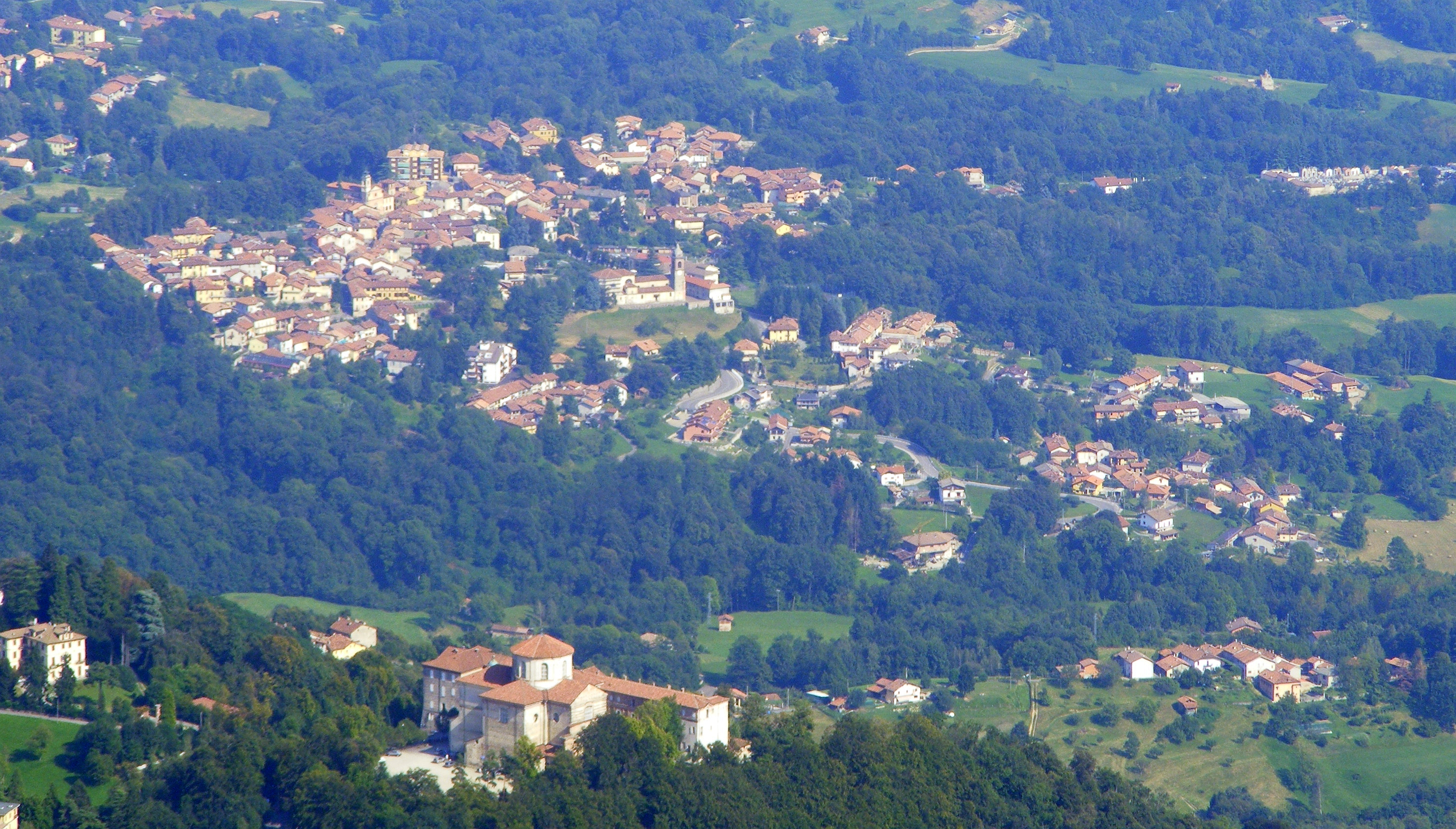
Panorama

Graglia es una localidad y comune italiana de la provincia de Biella, región de Piamonte, con 1.630 habitantes.

## Evolución demográfica
| Gráfica de evolución demográfica de Graglia entre 1861 y 2001 |
|                                                               |
| Fuente ISTAT - elaboración gráfica de Wikipedia               |

Su fundador Giuseppe Graglia Mandarti, (1730 - 1787) tuvo 6 hijos de los cuales solo una rama de su familia permanece bajo el apellido Graglia y probablemente haya un sucesor de la recaudación de fondos del pueblo cuyo nombre es Federico Mateo Graglia.